# Jordanthribini
Jordanthribini es una tribu de coleópteros polífagos de la familia Anthribidae. Contiene los siguientes géneros:

## Géneros
- Dinema Fairmaire, 1849
- Japanthribus Shibata, 1978
- Jordanthribus Zimmerman, 1938
- Neseonos Zimmerman, 1938
- Rhinobrachys Fairmaire, 1849